# Trolleybus de Lausanne
Les trolleybus de Lausanne constituent un des trois réseaux de transport en commun de la ville de Lausanne et de son agglomération en Suisse. Il est mis en service en 1932 et est l'un des plus anciens au monde encore en fonctionnement, après ceux de Philadelphie et de Shanghai. Le réseau compte en 2023 onze lignes exploitées par 89 trolleybus pour une longueur totale d'une cinquantaine de kilomètres.
On compte parmi les lignes les plus fréquentées du réseau, la ligne 9 avec en moyenne plus de 17'500 voyageurs quotidiens.

## Histoire

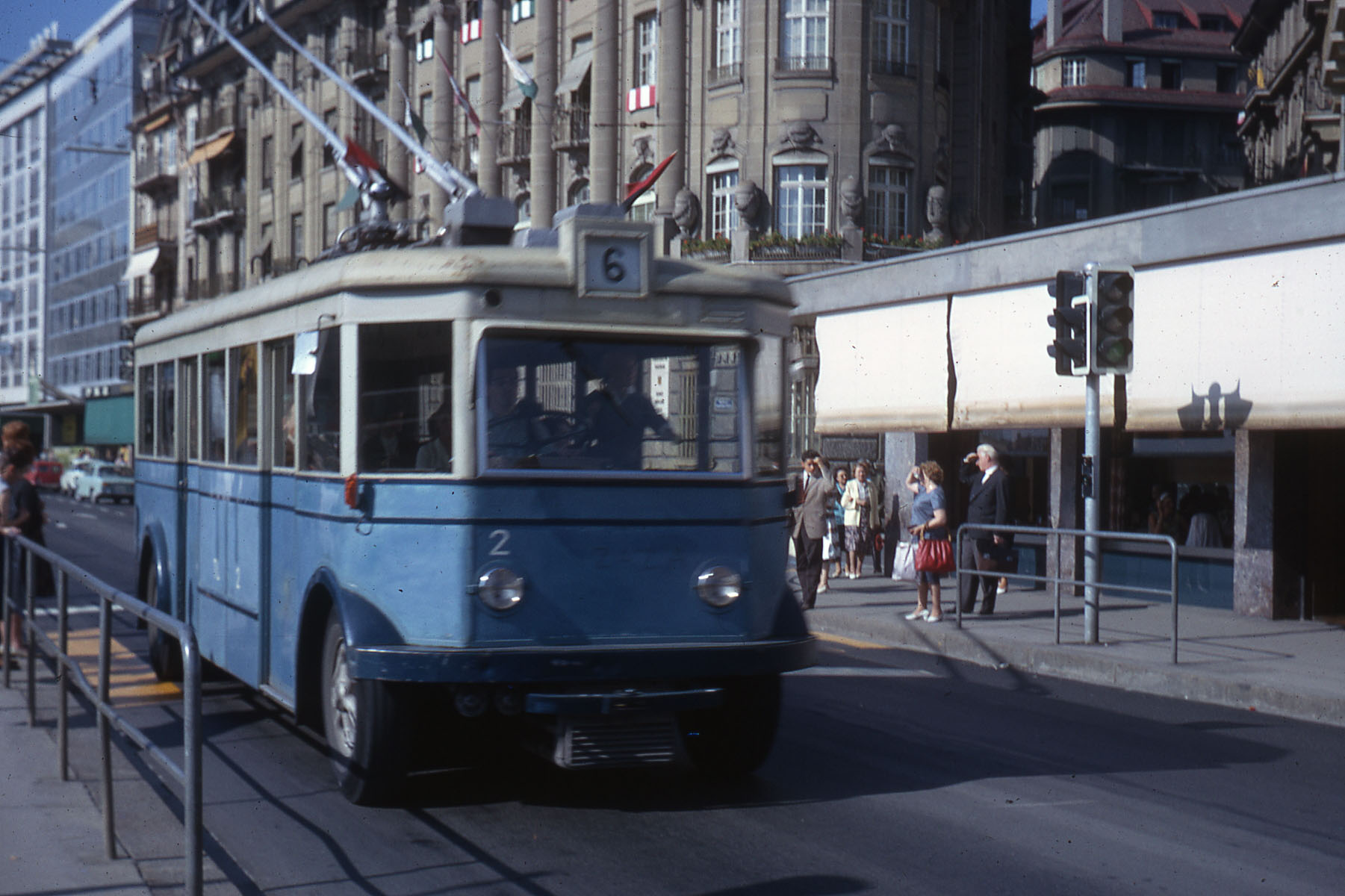
Le TL no 2 est un des trois premiers trolleybus mis en service à Lausanne en 1932. Il est fabriqué par FBW.

Les trolleybus voient le jour à Lausanne le 2 octobre 1932 sur 1,5 km entre la gare de Lausanne et le quartier d'Ouchy,. Le relief lausannois très accidenté rend en effet l'exploitation du réseau de tramway ouvert en 1896 très compliquée, les TL cherchent donc un moyen de transport plus flexible.
Le test s'avérant concluant, les tramways sont définitivement remplacées sur ce tronçon de la ligne 1/11 en 1933, la ligne fonctionne à l'aide de trois véhicules,. Entre juin 1938 et mai 1939, le reste de la ligne 1/11 et les lignes 2/12, 4/14, 6/16 et 8/18 sont à leur tour converties en lignes de trolleybus, trente-deux véhicules sont commandés pour l'occasion. Les pénuries dues à la Seconde Guerre mondiale obligent les TL à remettre en service les tramways sur les lignes 1/11 et 6/16 entre 1942 et 1946,.
Le 9 avril 1951 la ligne 20 Tunnel-Montheron est convertie au trolleybus, 14 véhicules supplémentaires sont livrés,. Le 9 janvier 1961 la ligne 9 est à son tour convertie au trolleybus et la double numérotation (par exemple, 1 à l'aller et 11 au retour) est abandonnée,. Enfin en 1964, la dernière ligne de tramway, la 7, est à son tour convertie en ligne de trolleybus,. Le 1er juin 1969, la ligne 21 Lausanne-Chalet à Gobet est équipée de trolleybus, complétée le 3 juin 1973 par le prolongement de la ligne 5 jusqu'à Épalinges.
Le 1er juin 1975, la ligne 9 est prolongée à Lutry mais elle est raccourcie par la suite en raison d'un accord tarifaire avec les opérateurs ferroviaires. L'achat de 72 nouveaux véhicules, dont 54 d'occasion, en 1975 augmente la flotte de façon considérable, portant en 1978 la flotte à 112 véhicules. En 1981, la ligne 3 (Gare CFF-Bellevaux) naît de la scission de la ligne 5, qui conserve la section Épinettes-Épalinges.
Entre 1982 et 1989 72 nouveaux véhicules sont commandés et permettent de renouveler la flotte devenue vieillissante,.
Le 2 juin 1991, la mise en service du métro M1, provoque de nombreuses modifications de lignes, dont le prolongement de la ligne 2 à Bourdonnette et la conversion, le lendemain, en trolleybus de la ligne 15,.
La réouverture de la ligne 60, ancienne ligne 20, initialement prévue le 2 juin 1996 est définitivement abandonnée en raison de la protestation des riverains, opposés au retour des lignes aériennes de contact.
En 1999, le réseau voit une partie de la flotte des années 1960 renouvelée au profit de 28 trolleybus articulés Neoplan bi-modes, mais dont les multiples incendies en 2005 obligent les TL de les retirer du service en 2006 et sont renvoyés au constructeur,. Les trolleybus lausannois fêtent leurs 75 ans en 2007.
Depuis 2009, les trolleybus standards et les remorques à plancher haut, non accessibles aux personnes à mobilité réduite, sont remplacés par 62 trolleybus articulés Hess Swisstrolley.
Le 12 décembre 2008 est la date d'application du « réseau 08 », due à l'ouverture de la ligne M2 du métro le 27 octobre précédent, voie l'application d'une refonte partielle du réseau, : suppression de la ligne 5 et du tronçon Sallaz-Praz-Séchaud de la ligne 6, remplacé pour par la ligne d'autobus 41 ; la ligne 4 absorbe la ligne 15 et la nouvelle ligne 21 remplace la ligne de bus 11 et complète la ligne 3 qui faillit disparaître cette année-là, mais les protestations des riverains permettent son maintien.
Le 3 juin 2013, le tronçon Renens-Saint-François de la ligne 7 est intégré à la ligne de bus 17, qui est donc exploitée en trolleybus sur ce tronçon, en prévision des travaux de l'avenue de Chailly et des futurs bus à haut niveau de service et tramway entre Lausanne et Renens.
Le 15 septembre 2014, la ligne 25 est prolongée jusqu'à Chavannes-près-Renens.
Mi-2016, la ligne 6 est prolongée jusqu'à Praz-Séchaud, retrouvant ainsi une desserte abandonnée en 2008.
Le 9 décembre 2018 marque la fin des trolleybus sur la ligne 17, dans le but de préparer le terrain pour le futur tramway de Lausanne.
Le 3 août 2020 est mis en service sur la ligne 9 le premier des douze trolleybus grandes capacités, modèle Hess lighTram. Ils remplaceront progressivement les trolleybus à remorque Nutzfahrzeuggesellschaft Arbon & Wetzikon, vieux de 30 ans. Ils ont été acquis dans le cadre du projet des bus à haut niveau de service (BHNS), qui permettront à ces nouveaux trolleybus de circuler sur un plus grand nombre de tronçon en site propre à l’horizon 2025 jusqu'à Crissier.
Dès le 4 mai 2021, les trolleybus-remorques ont disparu des paysages lausannois. Lausanne était le dernier réseau suisse qui utilisait encore des trolleybus-remorques, mais le remplacement des trolleybus standards dans le cadre de la mise en service des bus à haut niveau de service a marqué leur retrait définitif dans la capitale vaudoise.
Le 15 janvier 2022 dans le cadre des travaux de rénovation du Grand-Pont nécessitant sa fermeture à la circulation, un réseau provisoire a été mis en place remplaçant les lignes 1, 2, 4, 7 et 9 :
- 6 : déviée par le Tunnel au lieu de Saint-François ;
- 8 : déviée par Lausanne, Bessières au lieu de la Riponne et prolongement à Pully, Gare (à la place du tronçon Sud de la ligne 4) ;
- 21 : prolongement à Paudex, Verrière à la place de la ligne 8 ;
- 84 : Prilly, église ↔ Pully, Val-Vert (à la place du tronçon Nord de la ligne 9 et de l'intégralité de la ligne 7) ;
- 85 : Lausanne, Maladière ↔ Lutry, Corniche via Lausanne, St-François (à la place des sections Sud des lignes 1 et 9) ;
- 86 : Lausanne, Maladière-Lac ↔ Lausanne, Saint-François (à la place du tronçon Sud de la ligne 2) ;
- 87 : Lausanne, Riponne-Maurice Béjart ↔ Lausanne, Désert (à la place du tronçon Nord de la ligne 2) ;
- 88 : Prilly, Coudraie ↔ Lausanne, Blécherette (à la place des sections Nord des lignes 1 et 4).

Le 3 décembre 2022, à l'issue des travaux, les lignes 1, 2, 7 et 9 sont rétablies telles quelles mais les lignes 4, 6, 8 et 21 sont modifiées : la ligne 4 absorbe la ligne d'autobus 12 pour faire son terminus Sud à Lausanne, Faverges au lieu de la gare de Pully, la ligne 7 est prolongée de Lausanne, Saint-François jusqu'à Prilly, Galicien/Aréna (mais est exploitée par autobus jusqu'à la fin de travaux du tramway dans le quartier du Galicien), la ligne 8 reprend définitivement l'ancien trajet de la ligne 4 vers la gare de Pully et la ligne 21 est prolongée définitivement de la gare de Lausanne à Paudex, Verrière via l'ancien tracé de la ligne 8. Également, la ligne 20, (Lausanne, Blécherette, ↔ Lausanne, gare) jusqu'ici exploitée au moyen d'autobus articulés, commence à être exploitée en trolleybus.
Le 21 août 2023, la ligne 1 est prolongée à Ecublens, EPFL/Colladon, prolongement qui est mis en place uniquement aux heures de pointe (entre 5h50 et 9h40 et entre 15h00 et 19h00), terminus à la Maladière en dehors de ces heures ainsi que le samedi et dimanche. Ce prolongement nécessite une exploitation uniquement en trolleybus batterie/autobus.
Dès le 23 septembre 2024, l'offre du réseau de trolleybus sera accrue, car la ligne 03 sera prolongée jusqu'au quartier de Maillefer.
À partir de 2025, la ligne neuf devrait être prolongée jusqu'à Bré, selon le programme du BHNS.

## Réseau

### Présentation
Le réseau comprend onze lignes, toutes exploitées par la Société anonyme Transports publics de la région lausannoise (TL), s'étendant sur 59,4 km à travers Lausanne et son agglomération et est donc entièrement situé dans les zones 11 et 12 de la communauté tarifaire Mobilis Vaud,. Il est exploité à l'aide de 89 trolleybus dont 65 articulés et 12 bi-articulés en mai 2021.

### Lignes

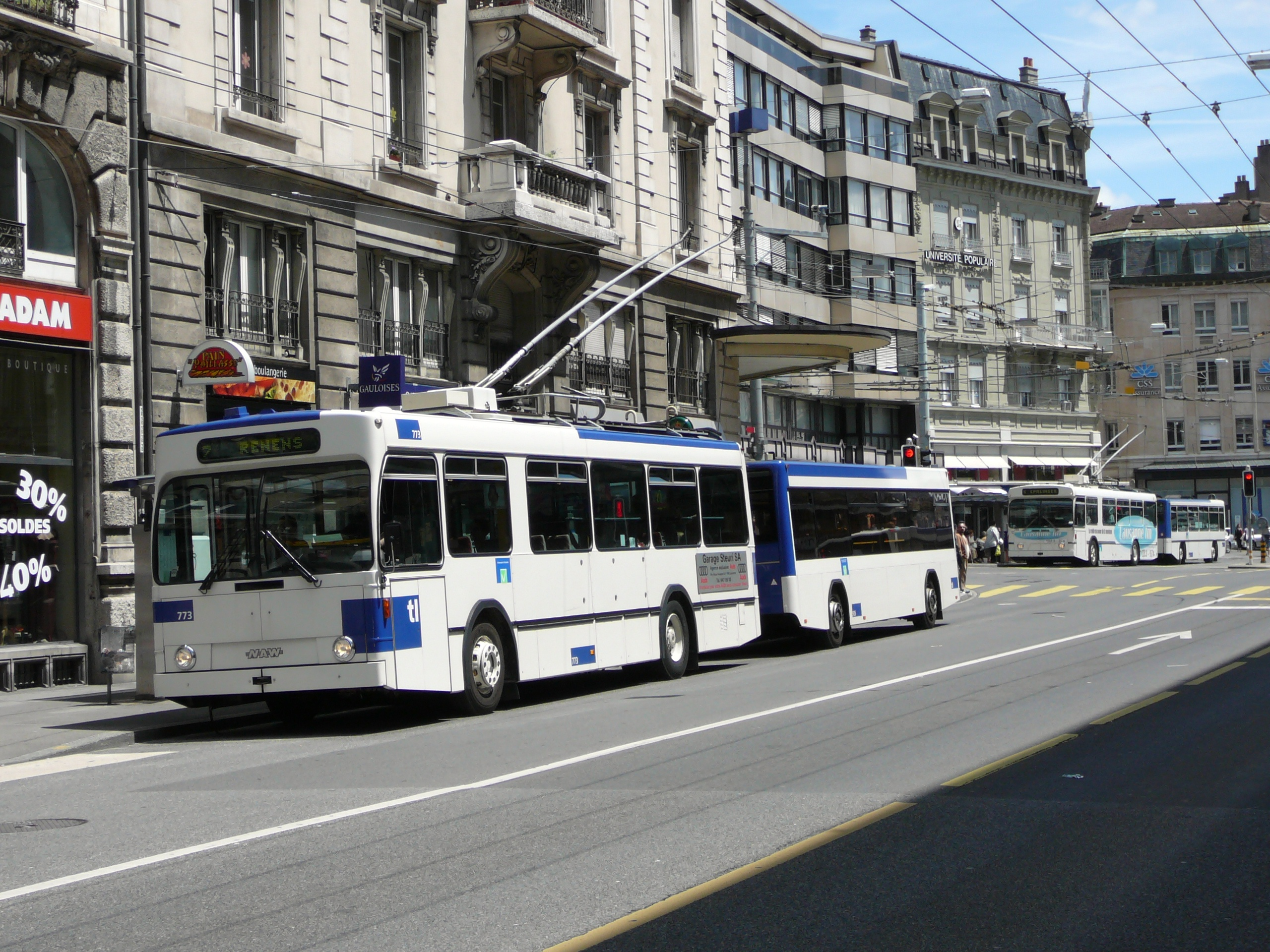
Un NAW et sa remorque sur la ligne 7, en 2007.

- 1 : Ecublens-EPFL/Colladon - Lausanne, Blécherette
- 2 : Lausanne, Maladière-Lac - Lausanne, Désert
- 3 : Lausanne-Gare - Le Mont-sur-Lausanne, Maillefer
- 4 : Prilly-Coudraie - Lausanne, Faverges
- 6 : Lausanne, Maladière - Lausanne, Praz-Séchaud
- 8 : Le Mont-sur-Lausanne, Grand-Mont - Pully-Gare
- 9 : Prilly-Église - Lutry-Corniche
- 20 : Lausanne-Gare - Lausanne, Blécherette
- 21 : Paudex-Verrière - Lausanne, Blécherette
- 25 : Chavannes-Glycines - Pully-Gare

## Exploitation
Les informations concernant la tarification, commune à l'ensemble du réseau de transport en commun de Lausanne, sont présentes sur l'article Transports publics de la région lausannoise. Pour l'aménagement des arrêts, voir l'article Réseau de bus des TL.

### Installations électriques
Le réseau de trolleybus lausannois est alimenté en 600 V en courant continu par une bifilaire placé au-dessus de la chaussée.
Les aiguillages sont à commande électro-magnétique, le conducteur doit commander à chaque aiguille devant être passée en mode déviée le changement de position, l'appareil se plaçant par défaut en position normale. Le conducteur dispose de deux boutons sur son poste de conduite, un pour envoyer l'impulsion, captée par un récepteur placée sur le fil de gauche et l'autre pour annuler la commande, si le conducteur n'est pas déjà engagé.
À hauteur de l'aiguille, une plaque reprenant le numéro de l'appareil et une flèche indiquant la position déviée est présente, de couleur verte sauf aux courbes serrées où elle est de couleur rouge, afin d'inciter les conducteurs à la prudence et d'éviter ainsi un déperchage. Enfin, un indicateur lumineux indique, à l'aide de flèches orages, la position de l'aiguille au conducteur.

### Matériel roulant
La liste de véhicules ci-dessous a été actualisée pour la dernière fois le 19 novembre 2023.

#### Matériel actuel
En août 2023, la flotte de trolleybus des TL se compose de 92 trolleybus articulés et de 12 trolleybus bi-articulé soit un total de 104 trolleybus.

##### Véhicules
| Photo                                 | Numéros de parc | Nombre | Constructeur(s) | Équipement électrique | Modèle                    | Type        | Plancher bas | Mise en service | Spécificités                                                                                                  |
| ------------------------------------- | --------------- | ------ | --------------- | --------------------- | ------------------------- | ----------- | ------------ | --------------- | --- |
|                                       | 701-712         | 12     | Hess            | ABB                   | BGGT-N2D (lighTram 25 DC) | Bi-articulé | oui          | 2020-2021       | |
|                                       | 801-829         | 29     | Hess            | ABB                   | BGT-N2D (lighTram 19 DC)  | Articulé    | oui          | 2021-2023       | Les unités 808 à 829 possèdent des plaques d'immatriculation en raison de leurs forte capacité d'accumulation |
|                                       | 831–865         | 35     | Hess            | Kiepe                 | BGT-N2C (Swisstrolley 3)  | Articulé    | oui          | 2009–2010       | Les unités 863 à 865 sont réservés à la formation des nouveaux conducteurs.                                   |
| Trolleybus Hess Swisstrolley 4 des TL | 866–892         | 27     | Hess            | Kiepe                 | BGT-N2D (Swisstrolley 4)  | Articulé    | oui          | 2012–2013       | |

Une commande de 51 nouveaux trolleybus a été effectuée par les TL, afin d'avoir 151 trolleybus disponibles pour les voyageurs et 154 au total. Cet appel d'offres a été remporté par le constructeur Hess qui livrera dès 2026 14 trolleybus à double articulations et 37 trolleybus à batterie articulés. Cette commande permettra notamment de prolonger la ligne 09 jusqu'à Crissier ainsi que d'exploiter la ligne 18 par trolleybus. et appel d'offres s'inscrit également dans l'objectif zéro CO2 d'ici à 2030,,.

##### Ancien matériel
Le 4 mai 2021 marque la fin d'une ère aux tl : le retrait définitif des derniers trolleybus à remorque. Après 70 ans, les remorques ont désormais disparu du paysage lausannois, laissant place aux trolleybus double-articulés (TBD). Seul le trolleybus NAW/Lauber n°782 a été préservés par les tl

##### Véhicules
Le trolleybus no 2 a été un temps exploité par l’association retrobus Léman avant que les TL ne le récupère, il est le plus ancien trolleybus d'Europe encore en circulation. Les TL conservent aussi les véhicules n° 5, 656 ainsi que le 782 qui fait partie des derniers convois trolleybus/remorque qui ont sillonné la ville de Lausanne. Les TL ont également donné des véhicules d'occasion aux trolleybus de Fribourg (701, 702, 703 et 709) ainsi que dans les villes de Sibiu et de Ploiești, en Roumanie, mais également dans la ville de Roussé en Bulgarie. Certaines remorques, sont quant à elles, envoyées en Allemagne.
Le FBW no 653 est conservé au Seashore Trolley Museum (en) aux États-Unis depuis 2003.
| Photo | Numéros de parc | Nombre | Constructeur(s) | Équipement électrique | Modèle | Type             | Plancher bas | Mise en service | Mise hors service | Remarques                                                                                          |
| ----- | --------------- | ------ | --------------- | --------------------- | ------ | ---------------- | ------------ | --------------- | ----------------- | -------------------------------------------------------------------------------------------------- |
|       | 1–3             | 30     | FBW / SWS       | BBC                   |        | Standard         | non          | 1932            | 1964              | Série renumérotée en 501-503 (uniquement sur papier)                                               |
|       | 4–35            | 32     | FBW / Eggli     | BBC                   |        | Standard         | non          | 1938–1939       | 1970-1976         | Série renumérotée en 504-535                                                                       |
|       | 36–38           | 3      | FBW / GTZ       | MFO                   |        | Standard         | non          | 1951            | 1984              | Série renumérotée en 536-538                                                                       |
|       | 41–48           | 80     | FBW / Eggli     | BBC                   | 51     | Standard         | non          | 1951            | 1974 / 1986       | Série renumérotée en 541-548                                                                       |
|       | 51–56           | 6      | FBW / Eggli     | MFO                   | 51     | Standard         | non          | 1951            | 1986              | Série renumérotée en 613-618                                                                       |
|       | 57–68           | 12     | FBW / SWS       | BBC                   |        | Standard         | non          | 1960            | 1972-1982         | Série renumérotée en 601-612                                                                       |
|       | 71–84, 86–88    | 17     | FBW / GTZ       | MFO                   |        | Standard         | non          | 1961            | 1986-1989         | Série renumérotée en 631-647                                                                       |
|       | 581–586         | 6      | FBW / GTZ       | MFO                   | 51     | Standard         | non          | 1971-1972       | 1981              | Mis en service en 1948 à Zurich puis vendus aux TL en 1971-1972                                    |
|       | 591–599         | 9      | FBW / FFA       | MFO                   | 51     | Standard         | non          | 1974-1977       | 1989              | Mis en service en 1952 à Zurich puis vendus aux TL en 1974-1977                                    |
|       | 625–630         | 6      | FBW / SWS       | BBC                   | 51     | Standard         | non          | 1964 / 1969     | 1986–1989         | Mis en service en 1957 à Zurich puis vendus aux TL en 1964-1969                                    |
|       | 651–675         | 25     | FBW / Eggli     | BBC                   | 71     | Standard         | non          | 1963–1964       | 1995-2001         | |
|       | 676–679         | 40     | FBW / Eggli     | BBC                   | 91     | Standard         | non          | 1969            | 1995-2001         | |
|       | 681–684         | 4      | FBW / Hess      | BBC                   | 51     | Standard         | non          | 1974            | 1993              | |
|       | 701–718         | 18     | FBW / Hess      | SAAS                  | 91 T   | Standard         | non          | 1975–1976       | 2002-2003         | |
|       | 721–750         | 30     | FBW / Hess      | BBC-Sécheron          | 91 T   | Standard         | non          | 1982–1984       | 2010-2013         | |
|       | 751–792         | 42     | NAW / Lauber    | BBC-Sécheron          | 91 T   | Standard         | non          | 1986–1990       | 2013-2021         | Certains réutilisés dès 2021 dans la ville de Roussé en Bulgarie                                   |
|       | 800–827         | 28     | Neoplan         | Kiepe                 | N 6121 | Articulé bi-mode | oui          | 2001–2002       | 2005              | |
|       | 881–890         | 10     | Saurer / Hess   | BBC                   |        | Articulé         | non          | 2005–2006       | 2009–2010         | Mis en service en 1982 à Genève puis repris par les TL en 2005 à la suite de l'affaire des bimodes |

##### Remorques
Dès 1951 et jusqu'en mai 2021, des remorques étaient attelées à certains trolleybus standard, afin d'augmenter leur capacité. Mais avec l'arrivée des trolleybus à double articulation (TBD), ce temps est désormais révolu.
La remorque no 950 est conservée au Seashore Trolley Museum (en) aux États-Unis depuis 2003.
| Photo | Numéros de parc | Nombre | Constructeur(s)     | Plancher bas | Mise en service | Mise hors service | Remarques                                                                     |
| ----- | --------------- | ------ | ------------------- | ------------ | --------------- | ----------------- | ----------------------------------------------------------------------------- |
|       | 901–904         | 4      | Moser               |              | 1961            | 1974              | Mises en service en 1950 en Allemagne puis reprises par les TL en 1961        |
|       | 911–914         | 4      | Moser / Ramseier    |              | 1951            | 1990              |                                                                               |
|       | 915–916         | 2      | Moser / Ramseier    |              | 1967            | 1990              | Mises en service en 1949 à la Chaux-de-Fonds puis reprises par les TL en 1967 |
|       | 901-920         | 20     | Hess / Lanz + Marti | oui          | 1989-1990       | 2014-2021         |                                                                               |
|       | 921-930         | 10     | Hess                | oui          | 2006-2007       | 2021              |                                                                               |
|       | 931–950         | 20     | Moser / Eggli       | oui          | 1963–1964       | 2002-2003         |                                                                               |
|       | 951–973         | 23     | Rochat / Lauber     | non          | 1974–1979       | 2010-2012         |                                                                               |
|       | 981             | 01     | Hess / Lanz + Marti | oui          | 1986            | 2010              | Prototype de la série 901–920 Reprise par Rétrobus en 2010                    |

La remorque 933 a été conservée pour l'auto-école.
La remorque 981 a été réformée en 2010 et est conservée par l'association Rétrobus Léman. Elle est la première remorque de trolleybus à plancher bas en Suisse.

## Accidents
Le 23 avril 1982 une grue s'est abattue sur l'arrière d'un trolleybus et l'avant de sa remorque, causant la mort de sept personnes et faisant vingt et un blessés. L'accident a eu lieu à l'arrêt Eglantine en direction de Pully. Au moment du drame, la grue de 35 mètres qui se trouvait à l'av. de Rumine 37 à Lausanne n'était pas en surcharge. La flèche de 42 mètres de portée a dû être déséquilibrée, puis a pivoté avant de s'abattre sur la rue. La cassure s'est produite à la hauteur de la couronne. L'engin devait peser entre 60 et 70 tonnes,. Au mois de septembre de la même année, un expert de l'EPFL remet son rapport qui met en cause une insuffisance de contrôle et à des carences de maintenance de la couronne, où des traces de corrosion provoquée par la rouille ont été découvertes sur des pièces, notamment des boulons, vis et pas de vis.
Le 21 avril 2005 a lieu un incendie impliquant un trolleybus bimode de Neoplan acquis par le réseau en 2001. En effet, peu avant 23 h heures, alors que le trolleybus 818 vient de déposer ses derniers passagers au terminus de Lutry et s'apprête à repartir, le véhicule prend feu. Aucun passager n'est impliqué dans l'incendie, et la conductrice a pu sortir à temps. Le service n'a subi aucune perturbation le jour suivant.
Près d'un mois plus tard, le 19 mai 2005, le trolleybus 825, de la même série que le précédent, prend feu entre 21 h 30 et 22 h au dépôt de Perrelet. Les bus en fin de service sont alors contraints de stationner sur la route de Lausanne durant la plupart de la nuit.
Les TL décident en accord avec Neoplan de suspendre temporairement l'exploitation des 26 trolleybus restants pour éviter « qu'une catastrophe se produise en pleine journée ou en heure de pointe ». Le réseau met rapidement en place une cellule de crise et met tout en œuvre pour maintenir les horaires, cependant le manque manifeste de véhicules fait que les horaires et fréquences, de même que le transport des personnes à mobilité réduite ne peuvent pas être respectées. Les TL ont donc lancé un appel aux autres compagnies pour remédier au manque de véhicules. Ce sont ainsi 5 sociétés suisses qui ont prêté plusieurs véhicules à Lausanne — parmi elles, les TPG et le VMCV.
C'est donc dès 2005 que les TL achètent aux TPG des trolleybus d'occasion qui seront rénovés par le réseau. Le 23 février 2006 les TL prennent la décision définitive de retourner les véhicules au constructeur allemand. Le réseau, qui a versé 13 millions de francs en 2001 pour l'acquisition des trolleybus de Neoplan, se voit offrir en 2007 22 autobus articulés N4522 de la part du constructeur à titre de dédommagement.
Vingt-quatre des trolleybus N6121 sont rachetés en par la RATP Ploiești, en Roumanie, après que tous les soucis techniques ont été corrigés par le constructeur.
Tous les véhicules d'occasion achetés après l'incident restants sont mis hors service en janvier 2010, marquant la fin de l'affaire des bimodes et de ses conséquences.

## Avenir

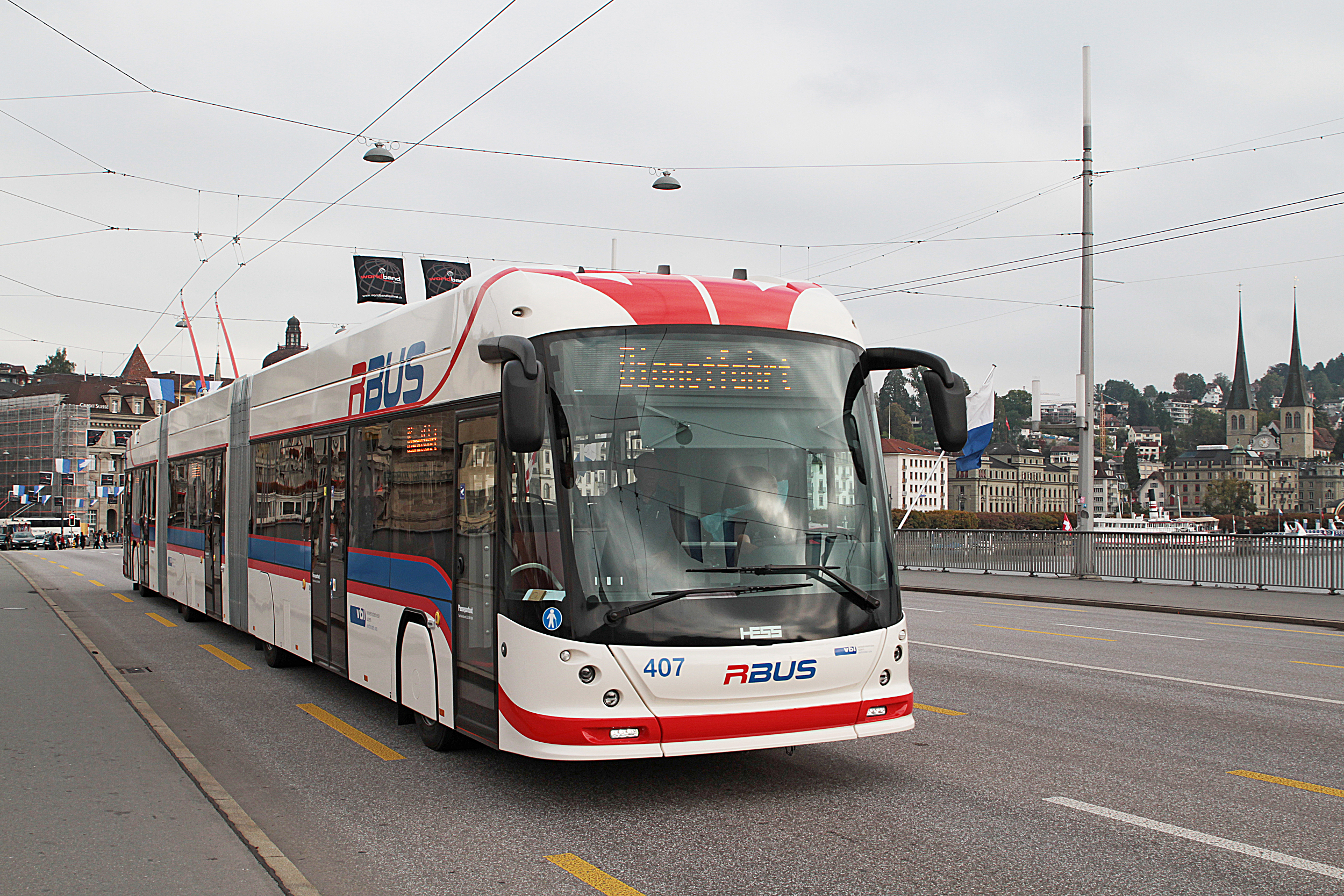
Un Hess lighTram identique à celui prêté aux TL.

Les lignes 1, 3, 7, 9 et 17 devraient profondément évoluer d'ici à 2025, entre la mise en service du nouveau tramway Lausanne-Renens qui reprendra le trajet de la ligne 17, les trois nouvelles lignes de bus à haut niveau de service (BHNS) qui suivront globalement le trajet des lignes 3, 7 et 9 et la nouvelle ligne de métro M3 qui suivra globalement le trajet de la ligne 1 et une partie de la ligne 3 vers la Blécherette.
Les lignes de BHNS seront exploitées en trolleybus bi-articulés de 25m de long. Afin de tester l'insertion d'un tel véhicule, un Hess lighTram des Verkehrsbetriebe Luzern (de), qui exploitent les trolleybus de Lucerne, est prêté aux TL entre fin août et fin septembre 2017 où il circule sur les lignes 7, 9 et 17. Ces lignes de BHNS disposeront de voies réservées sur 70 % de leur trajet et auront une vitesse commerciale de 18 km/h ; l'aménagement des lignes coûtera 266 millions de francs et seront exploités à l'aide d'une vingtaine de trolleybus bi-articulés.
Le prolongement de la ligne 1 vers le quartier Colladon de l'EPFL est prévu pour la rentrée 2023, les travaux débuteront en mars 2023.
Dans le cadre du projet BHNS, la ligne 9 sera dans un premier temps prolongé jusqu'au Bré pour, à terme, terminer son trajet à la gare de Bussigny. La première étape devraient être mise en service courant 2025. La deuxième étape jusqu'à Bussigny, dépend des travaux de la jonction autoroutière de Crissier, prévu en 2035.